# Xinghua
Xinghua (兴化市S, XīnghuàP) è una città-contea della Cina, situata nella provincia di Jiangsu e amministrata dalla prefettura di Taizhou.